# Драгица Грбић
Драгица Грбић је српска пјесникиња. Рођена је 1946. године у Сарајеву. 

## Биографија
У Сарајеву је завршила основну школу, гиманзију и Вишу педагошку школу. До 1992. службовала је у Сарајеву и Завидовићима . Сада живи у Вишеграду.

## Књижевни рад
- Јастук од босиљка, Рума 2004
- Сањалица, Пожега 2006
- Срећица, Рума 2008
- Пјевање са Дрине , Београд 2008
- Пјесници у ђачком колу, Источно Сарајево/Пале 2009.